# El Eco de Carriedo
El Eco de Carriedo fue una publicación periódica fundada en Saro en 1894 y desaparecida en 1895.
El Eco de Carriedo fue la primera publicación periódica del valle de Carriedo. Fundada por el abogado (después político y gobernador de Palencia y Guadalajara) Antonio Mazorra y Ortiz, su primer número salió el 12 de mayo de 1894, siendo de periodicidad semanal. El Eco se vendía a dos pesetas por la suscripción trimestral. A pesar de ser un periódico carredano, al no haber imprenta en la zona se imprimió siempre en Santander, primero en la imprenta del Heraldo de Santander (hasta julio de 1894), para después pasar a editarse en la de Sotero Roiz de la calle del Muelle de la capital cántabra.
En El Eco destacaban principalmente los artículos del propio director (Mazorra), junto con la información de tribunales, noticias de temática variada, textos de otras publicaciones, etc., con lo que además de ser un periódico volcado a los temas locales de la comarca, también mostraba lo que ocurría en otras partes del mundo.
El periódico dejó de editarse a partir de su último número, con fecha 11 de agosto de 1895. En sus quince meses de vida salieron 66 números de El Eco de Carriedo.